# St. Felix
St. Felix es un municipio rural canadiense situado en la provincia de Isla del Príncipe Eduardo.

## Superficie
St. Felix tiene una superficie de 11,54 km².

## Demografía
En 2021, tenía 314 habitantes, una densidad poblacional de 27,2 hab./km², y 134 viviendas.